# Joëlle Steur
Joëlle Lilly Sophie Steur (* 30. März 2004) ist eine deutsche Tennisspielerin. Ihre neun Jahre ältere Schwester Julyette ist ebenfalls Profitennisspielerin.

## Karriere
Steur begann mit fünf Jahren das Tennisspielen. Sie spielt vorrangig auf der ITF Women’s World Tennis Tour, wo sie drei Einzeltitel und zwei Doppeltitel gemeinsam mit ihrer älteren Schwester gewann, bevor sie mit anderen Partnerinnen acht weitere Doppeltitel erringen konnte.
2018 gewann sie die Deutschen Meisterschaften der U14.

## Turniersiege

### Einzel
| Nr. | Datum           | Turnier | Kategorie | Belag        | Finalgegnerin        | Ergebnis      |
| --- | --------------- | ------- | --------- | ------------ | -------------------- | ------------- |
| 1.  | 2. Februar 2025 | Antalya | ITF W15   | Sand         | Martina Colmegna     | 7:5, 6:1      |
| 2.  | 9. März 2025    | Antalya | ITF W15   | Sand         | Jessica Bertoldo     | 6:4, 6:4      |
| 3.  | 6. Juli 2025    | Getxo   | ITF W15   | Sand (Halle) | Ruth Roura Llaverias | 4:6, 6:3, 6:2 |

### Doppel
| Nr. | Datum            | Turnier        | Kategorie   | Belag        | Partnerin                 | Finalgegnerinnen                                   | Ergebnis          |
| --- | ---------------- | -------------- | ----------- | ------------ | ------------------------- | -------------------------------------------------- | ----------------- |
| 1.  | 24. August 2018  | Vrnjačka Banja | ITF $15.000 | Sand         | Julyette Steur            | Anna Machorkina Miriana Tona                       | 6:2, 6:3          |
| 2.  | 8. Dezember 2019 | Kairo          | ITF W15     | Sand         | Julyette Steur            | Irene Lavino Marija Marfutina                      | 6:2, 3:6, [10:6]  |
| 3.  | 12. Februar 2022 | Villena        | ITF W15     | Hartplatz    | Lucía Cortez Llorca       | Katharina Hering Olga Parres Azcoitia              | 6:2, 6:4          |
| 4.  | 4. März 2023     | Manacor        | ITF W15     | Hartplatz    | Hanne Vandewinkel         | Yvonne Cavalle-Reimers Marta Huqi González Encinas | 7:64, 6:2         |
| 5.  | 26. August 2023  | Braunschweig   | ITF W25     | Sand         | Tea Lukic                 | Amelie Van Impe Hanne Vandewinkel                  | 6:4, 7:5          |
| 6.  | 23. März 2024    | Sabadell       | ITF W15     | Sand         | Oana Georgeta Simion      | Yvonne Cavalle-Reimers Caijsa Wilda Hennemann      | 2:6, 7:65, [10:7] |
| 7.  | 4. Mai 2024      | Yecla          | ITF W35     | Hartplatz    | Adrienn Nagy              | Jessica Failla Anastasia Iamachkine                | 6:3, 6:4          |
| 8.  | 7. Dezember 2024 | Melilla        | ITF W15     | Sand         | Celine Simunyu            | Lorena Solar Donoso Neus Torner Sensano            | 6:4, 6:1          |
| 9.  | 25. Januar 2025  | Antalya        | ITF W15     | Sand         | Sandughasch Kenschibajewa | Assylschan Arystanbekowa Darja Schadtschnewa       | 3:6, 6:4, [10:2]  |
| 10. | 4. Juli 2025     | Getxo          | ITF W15     | Sand (Halle) | Noelia Zeballos           | Cayetana Gay Isabel Pascual Montalvo               | 6:4, 6:2          |

## Persönliches
Joëlle Steur spricht vier Sprachen, da die Familie lange Zeit in den Niederlanden und derzeit in La Nucia in der Nähe von Alicante in Spanien lebt. Ihre Mutter Sylvia war einst selbst Tennis-Profi, ihr Vater Fransciscus ist Tennistrainer. 2019 machte Joëlle ihr Abitur.